# Rio Nzoia
O rio Nzoia é um rio que integra a bacia hidrográfica do rio Nilo e que se situa no sudoeste do Quénia.
Nasce nas encostas do monte Elgon e corre para sodoeste, atravessando os condados de Trans-Nzoia, Bungoma, Kakamega, Siaya e Busia, num total de 257 km de extensão. Desagua no lago Vitória perto da localidade de Port Victoria.
O rio é importante para a agricultura do oeste do país. A região por onde flui tem uma população estimada de três milhões e meio de habitantes, a quem proporciona irrigação permanente, e nela há uma área de terras baixas conhecida como "Budalang'i", onde há enchentes anuais que depositam sedimentos que favorecem a produção agrícola. No seu curso há importantes quedas de água que terão um importante potencial de geração de energia hidroelétrica por desenvolver.